# Fortyfikacje Malty

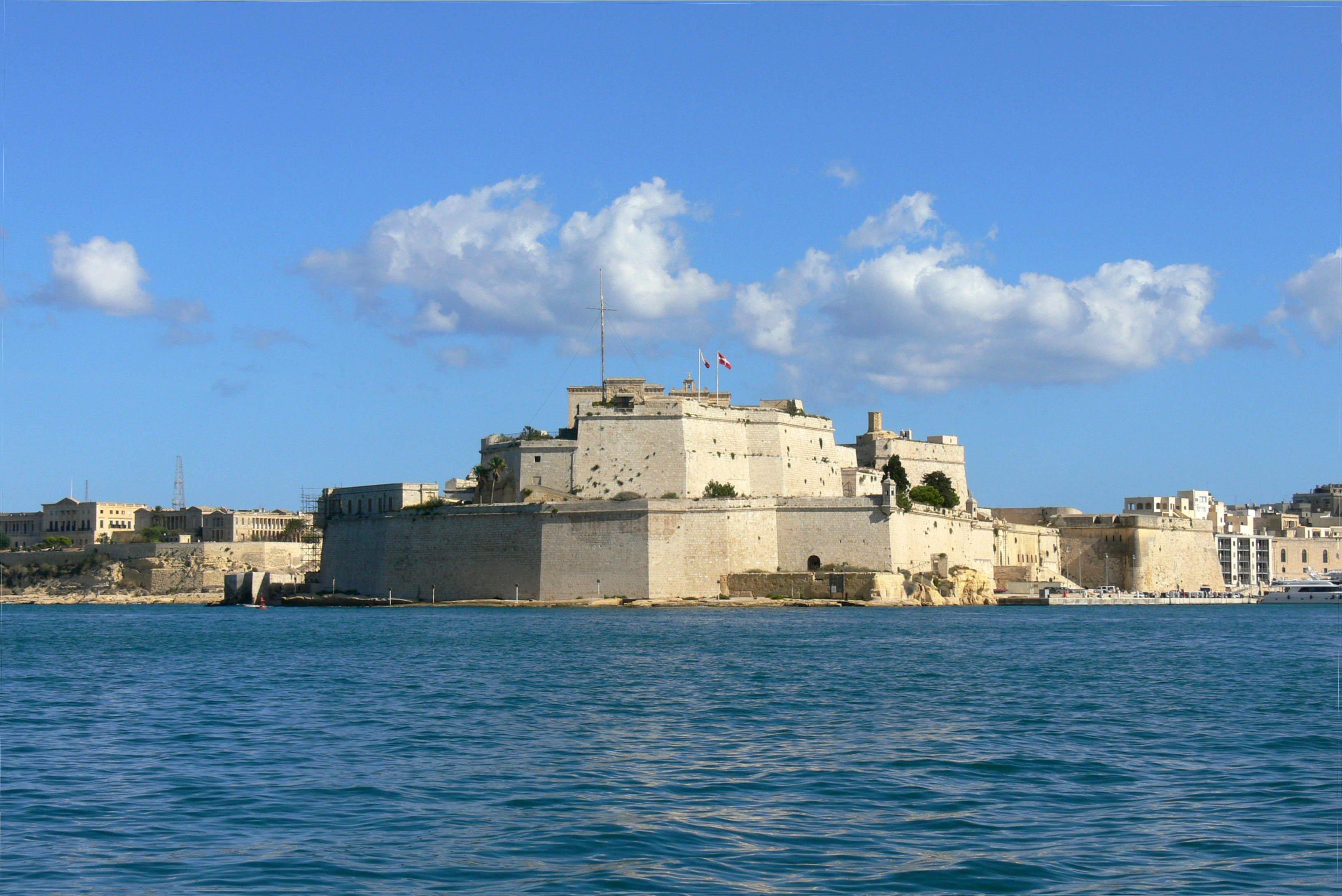
Fort Saint Angelo w Birgu

W skład fortyfikacji Malty wchodzi kilka warownych miast, cytadele, forty, wieże, baterie, reduty, obwarowania i bunkry. Fortyfikacje budowane były przez tysiące lat, od około roku 1450 p.n.e. aż do połowy XX w., i były one rezultatem strategicznej pozycji i naturalnych portów wysp maltańskich, co czyniło je pożądanymi przez różne mocarstwa.
Najstarszymi znanymi fortyfikacjami na Malcie są mury obronne, budowane wokół osad z epoki brązu. Fenicjanie, Rzymianie i Bizantyńczycy zbudowali mury obronne wokół ważnych osad, lecz do dzisiejszych czasów pozostało ich niewiele. W czasach późnego Średniowiecza głównymi fortyfikacjami na Malcie było miasto stołeczne Mdina, Cittadella na Gozo, Castrum Maris oraz kilka wież i strażnic obserwacyjnych na wybrzeżu.
Fortyfikacje Malty zostały bardzo zmodyfikowane pomiędzy rokiem 1530 a 1798, gdy wyspa była rządzona przez joannitów. Zbudowali oni nowe fortyfikacje wzmocnione bastionami, takie jak fortyfikacje Birgu i Valletty, i zmodernizowali średniowieczny system obrony. Na koniec XVIII w. Malta posiadała zewnętrzne fortyfikacje dookoła Grand Harbour i Marsamxett, jak również nadbrzeżny system obronny, składający się z wież, baterii, redut i szańców.
Po krótkiej okupacji francuskiej, w roku 1800 wyspa przeszła pod rządy brytyjskie. W ostatnim trzydziestoleciu XIX w. (1870.–1900.), wzdłuż maltańskiego wybrzeża oraz Wielkiego Uskoku, zostało zbudowanych szereg fortów poligonalnych i baterii. W latach 30. i 40. XX wieku został zbudowany Fort Campbell, szereg bunkrów i pewna liczba baterii przeciwlotniczych. Były to ostatnie fortyfikacje zbudowane na Malcie.
Fortyfikacje Malty uznawane są za jedne z najlepszych przykładów architektury militarnej na świecie. Generał Whitworth Porter z Royal Engineers, nazwał Maltę w swojej książce A History of the Fortress of Malta (1858) „najpotężniejszą sztuczną fortecą na świecie”. W swojej książce The Story of Malta (1893) Maturin Murray Ballou napisał, że „w żadnej części świata nie ma pełniej zachowanego systemu umocnień, niż kordon struktur obronnych na Malcie”.
Brytyjski architekt Quentin Hughes opisywał maltańskie fortyfikacje jako „czystą koncentrację i majestat zupełnie niezrównany”, gdy sędzia i historyk Giovanni Bonello powiedział, że „nigdzie na świecie nie ma rozleglejszych, bardziej imponujących i wybitniejszych fortyfikacji, niż na Malcie”.

## Fortyfikacje starożytne i średniowieczne (do 1530)

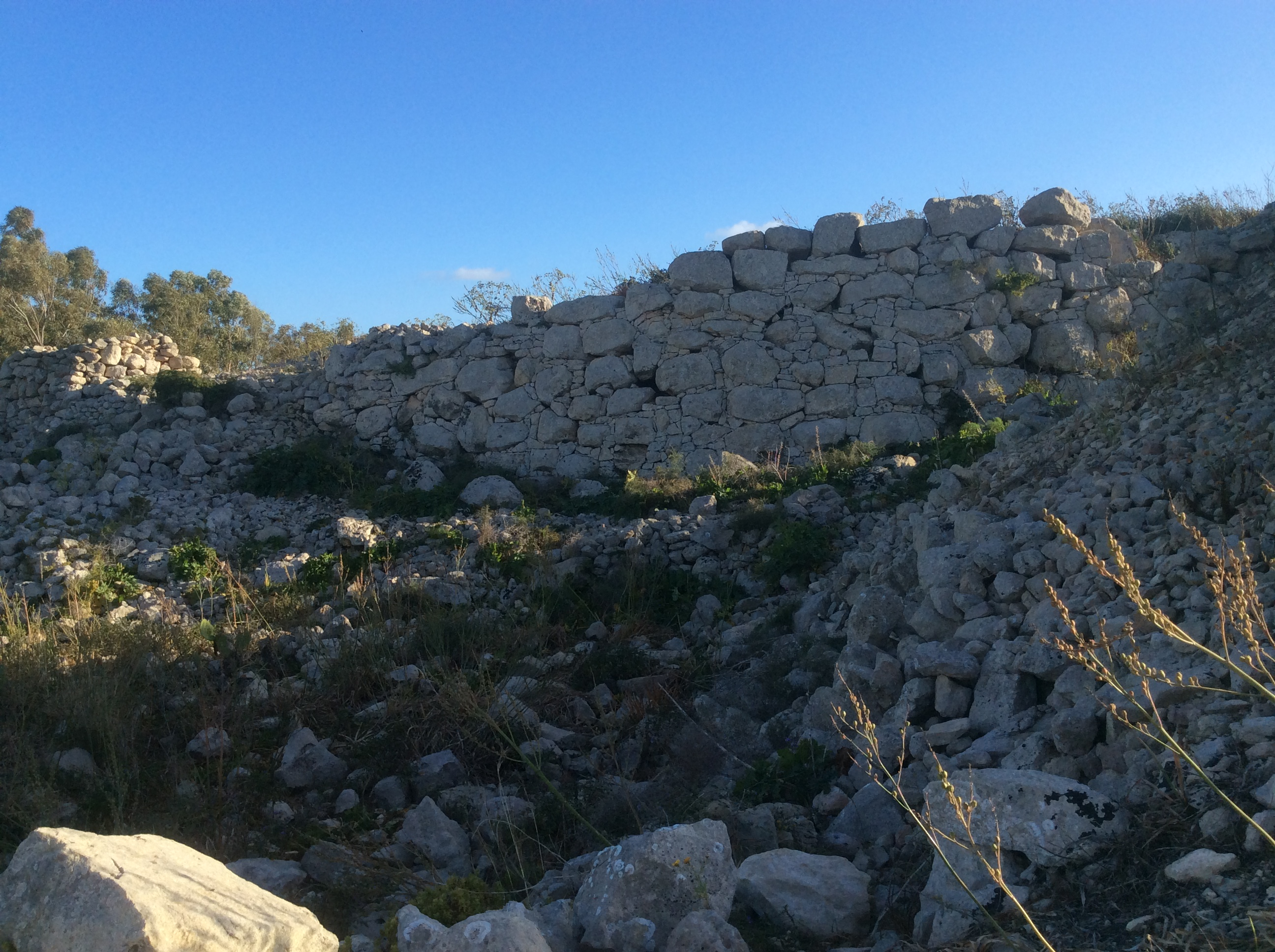
Mury obronne z epoki brązu w Borġ in-Nadur

Pierwsze fortyfikacje na Malcie budowane były już w epoce brązu. Co najmniej sześć miejsc zostało zidentyfikowanych, jako przypuszczalne ufortyfikowane osady. Najlepiej zachowaną z nich jest wioska Borġ in-Nadur, niedaleko współczesnego miasta Birżebbuġa. Około roku 1450 p.n.e. mieszkańcy zbudowali wysoki na 4,5 m bastion w kształcie litery D, aby odgrodzić wejście do wioski. Ścianę zbudowano frontem do lądu, co znaczy, że mieszkańcy bardziej obawiali się ataku z wnętrza wyspy, niż od strony morza.
Około roku 700 p.n.e. Fenicjanie, na jednym z najwyższych punktów na wyspie, daleko od morza, założyli i ufortyfikowali miasto Maleth. Później miasto zostało zdobyte przez Rzymian i przemianowane na Melite. Zostało ono znów przemianowane przez Arabów na Medina, co leży u podstaw dzisiejszej nazwy Mdina. Na przeciągu wieków jego fortyfikacje były modyfikowane wiele razy, i choć większość została rozebrana i przebudowana pomiędzy XVI a XVIII w., podczas współczesnych wykopalisk zostały odkryte resztki antycznych punicko-rzymskich murów, jak również różne średniowieczne pozostałości.
Na Malcie znaleziono też pozostałości okrągłych wież, i datuje się je na późny okres punicki lub rzymski. Jest prawdopodobne, że używane one były jako wieże strażnicze, lecz niektórzy uczeni nie zgadzają się z tym, ponieważ lokalizacja wież nie bardzo mieści się w systemie obronnym.
Al-Himyarī pisze, że kiedy w roku 870 n.e. Arabowie zdobyli Maltę, oblegali, zdobyli, splądrowali i zburzyli fortecę.

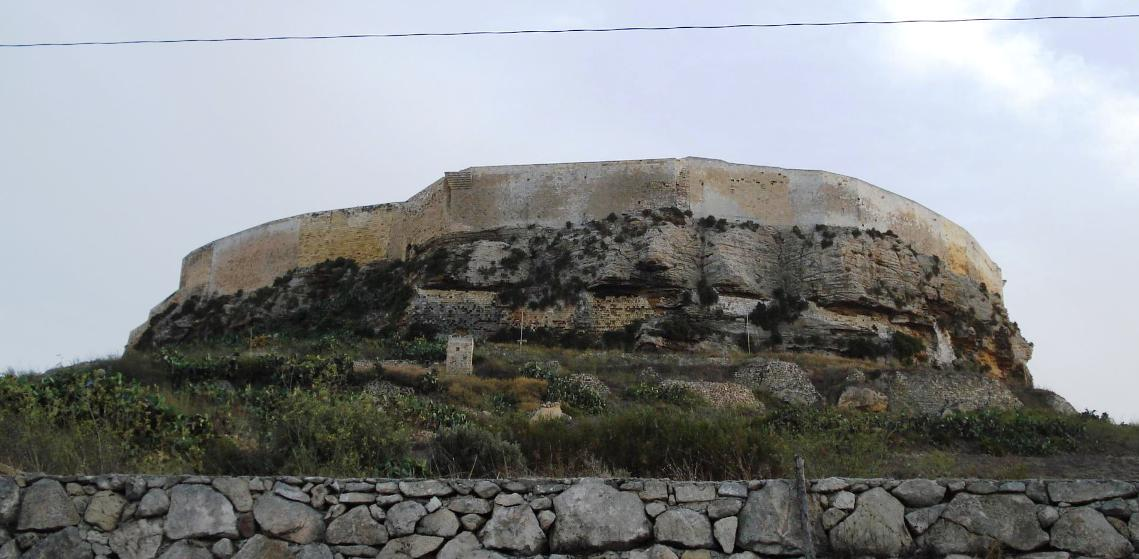
Północne mury Cittadelli zostały zbudowane w XV w.

Przed rokiem 1241, Gran Castello lub Cittadella na Gozo była już definitywnie ufortyfikowana, jakkolwiek osadnictwo na wzgórzu datuje się od epoki brązu. Fortyfikacje miasta były ulepszane w przeciągu wieków, i mury północne, ciągle istniejące do dzisiaj, zostały zbudowane w XV w. przez Aragończyków.
Castrum Maris został zbudowany w Średniowieczu. Zamek na pewno istniał przed XIII w. i był zaangażowany w bitwę morską koło Malty w roku 1283. Do początku XVI w. należał do rodziny de Nava.
We wczesnych latach XV w. lokalna milicja posiadała pewną liczbę posterunków strażniczych, rozlokowanych wzdłuż wybrzeża, i prawdopodobnie część z nich posiadała ufortyfikowane wieże strażnicze. Wiadomo, że jedna taka wieża była zbudowana w roku 1488 przez Aragończyków na St. Elmo Point na półwyspie Sciberras.

## Fortyfikacje Joannitów (1530–1798)

### Teren portu

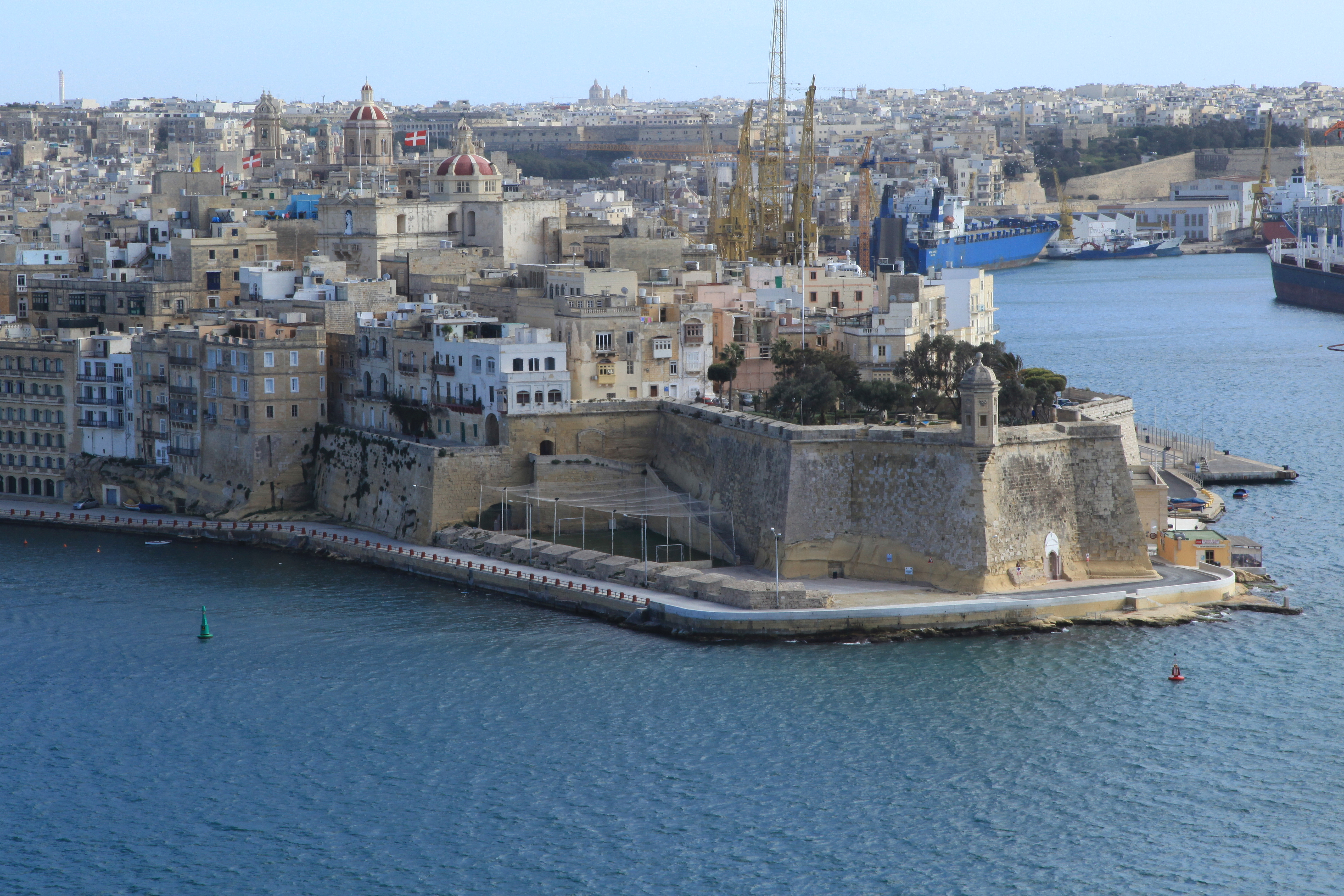
Fortyfikacje Senglei od strony morza

W roku 1530, cesarz Karol V podarował Zakonowi Szpitalniczemu św. Jana wyspy maltańskie oraz północnoafrykański port-miasto Trypolis. Rycerze osiedlili się w mieście Birgu i uczynili go swoją stolicą. Wkrótce po swoim przybyciu Zakon przebudował Castrum Maris, zmieniając jego nazwę na Fort Saint Angelo. Później, całe miasto Birgu otoczone zostało nowymi fortyfikacjami, zbudowanymi w podobnym stylu jak system obronny Zakonu na Rodos. Fortyfikacje od strony lądu ukończone zostały przed rokiem 1540. W następstwie ataku na Gozo w 1551 roku, Zakon zdecydował o potrzebie budowy większej liczby systemów obronnych. W roku 1552 zbudowano dwa forty – Fort Saint Elmo na końcu półwyspu Sciberras, obok aragońskiej wieży strażniczej, oraz Fort Saint Michael na Isla. W roku 1553 rozpoczęto budowę nowego ufortyfikowanego miasta u podnóża Fortu Saint Michael, i nazwano go Senglea, na cześć Wielkiego Mistrza, który je zbudował.

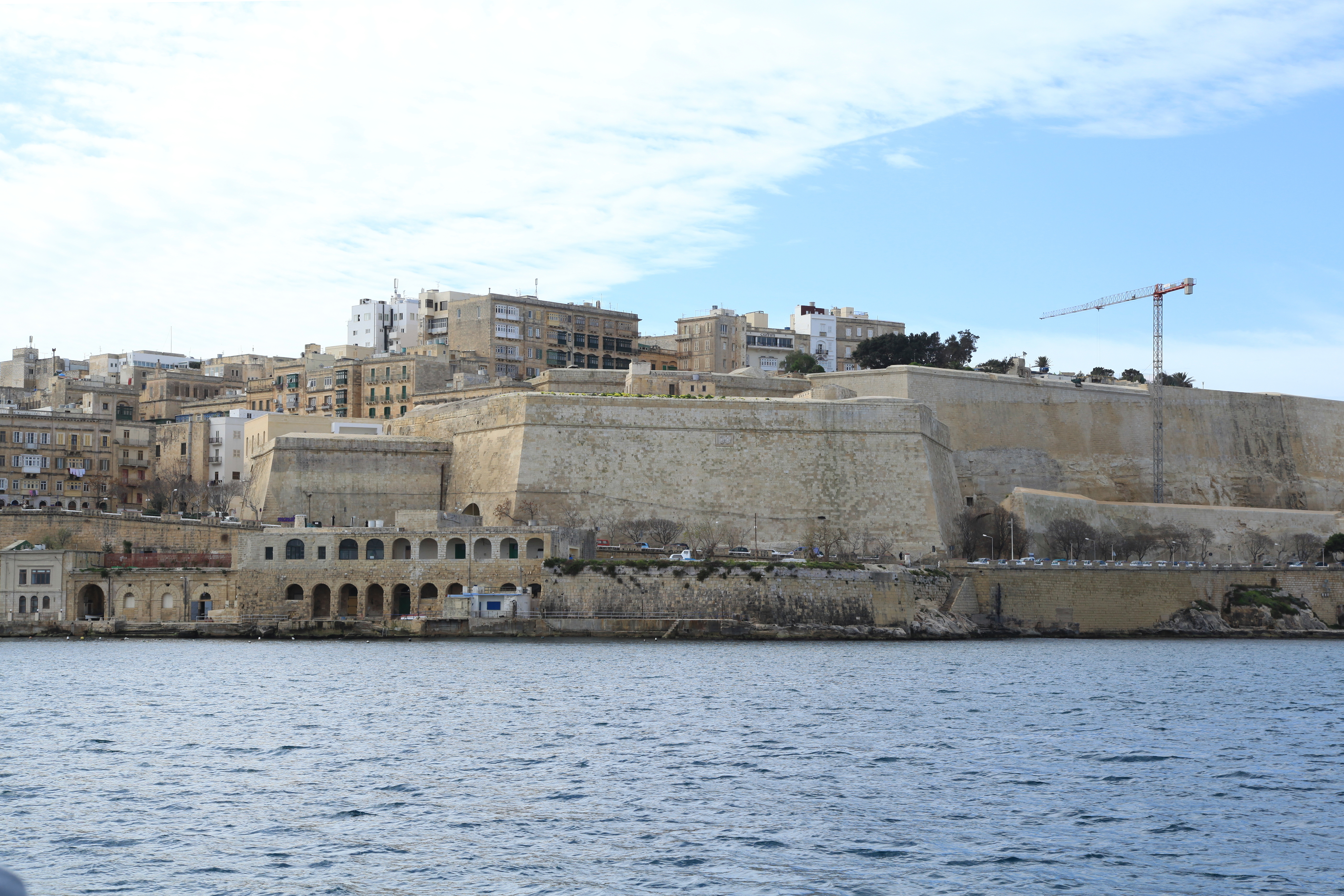
Saint Andrew’s Bastion w Valletcie

W roku 1565 Malta przeżyła kolejny atak wojsk osmańskich. Fort Saint Elmo upadł po zażartej walce (w której zginął osmański generał Turgut), lecz rycerze Zakonu utrzymali się w Birgu i Senglei, aż do przybycia pomocy. Podczas oblężenia większość fortyfikacji została zniszczona, odbudowano je więc. Wielki Mistrz Jean Parisot de Valette zdecydował o budowie nowej, ufortyfikowanej stolicy na półwyspie Sciberras. Pierwszy kamień pod budowę nowego miasta został położony w roku 1566, i nazwane ono zostało Valletta. Mury miasta, zbudowane w większości w latach 50. i 60. XVI wieku, pozostały przeważnie nienaruszone do dziś; w ich skład wchodzą bastiony, nadszańce, przeciwstraże oraz rów obronny (sucha fosa). Zrujnowany Fort Saint Elmo został odbudowany i włączony w system murów obronnych miasta. Teren wokół fortu był kilkakrotnie umacniany w XVII w., zwłaszcza przez wybudowanie Carafa Enceinte (centrum obronnego) w roku 1687.

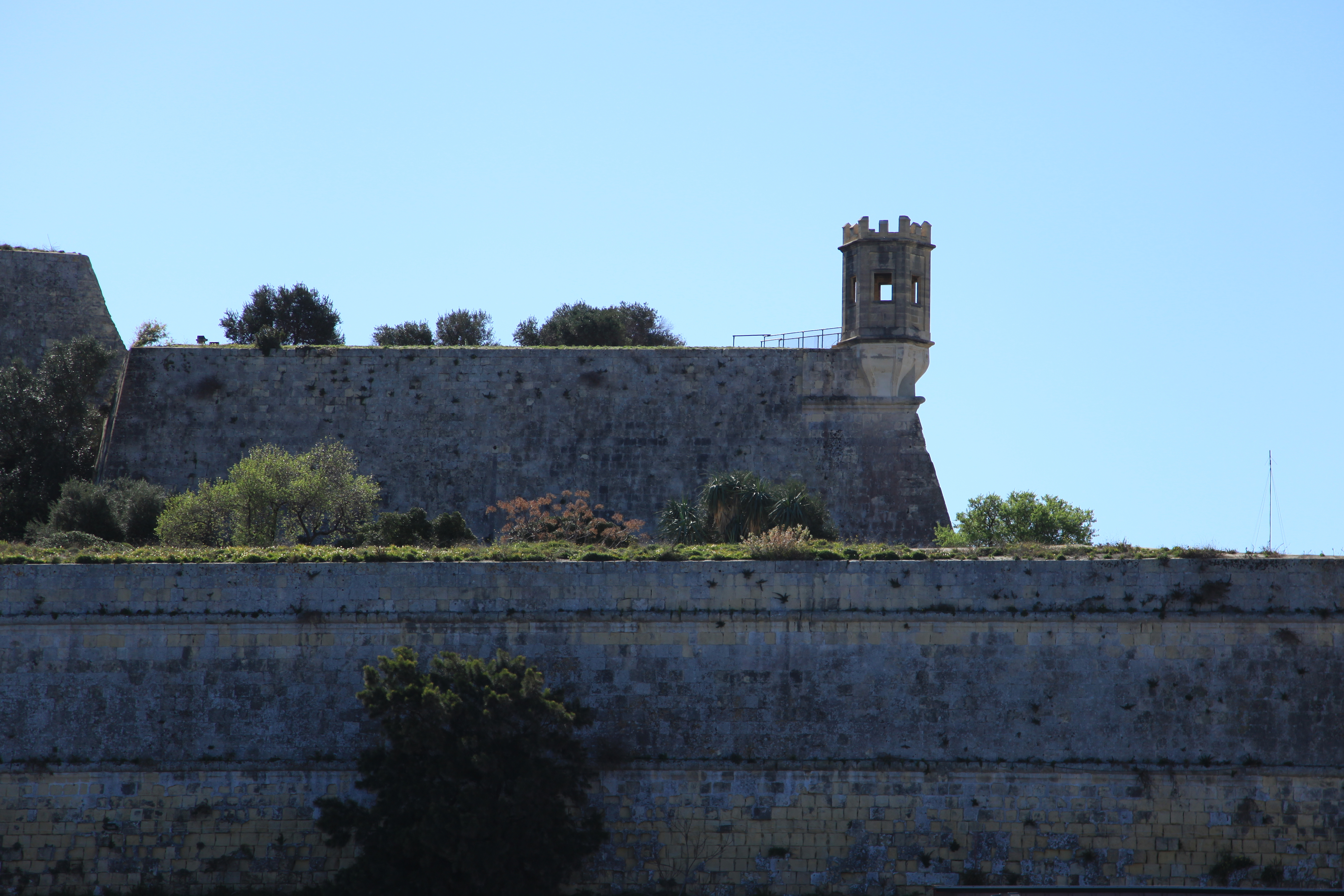
San Salvatore Bastion i Counterguard, część Floriana Lines

W XVII w., wraz z wprowadzeniem nowych technologii, zdano sobie sprawę, że jakkolwiek fortyfikacje Valletty zostały dobrze zaprojektowane, tak nie są one wystarczająco mocne, aby wytrzymać naprawdę silny atak. Z tego też powodu, w latach 1635–1640., zostały zbudowane Floriana Lines, otaczające fortyfikacje frontowe Valletty. W XVIII w., pomiędzy Foriana Lines a czołowymi fortyfikacjami Valletty, powstało przedmieście, które stało się z czasem miastem Floriana.
W roku 1638 rozpoczęto budowę Santa Margherita Lines, otaczające fortyfikacje czołowe Birgu i Senglei. Prace zostały zawieszone w roku 1645, z powodu braku funduszy, i pozostały nieukończone przez wiele lat. W następstwie zdobycia Kandii przez wojska osmańskie w roku 1669, zaczęto budowę Cottonera Lines – drugiej linii fortyfikacji, otaczającej obydwa miasta, Birgu i Sengleę, oraz nieukończone Santa Margherita Lines. Prace rozpoczęto w roku 1670, lecz wstrzymano w 1680, ponownie z powodów finansowych. Do tego czasu zbudowano zespół obronny (enceinte) z bastionami, lecz pozostałe ważne elementy systemu nie zostały zbudowane. W końcu w XVIII w. zdołano ukończyć oba systemy obronne – Santa Margherita Lines i Cottonera Lines, jakkolwiek niektóre z planowanych elementów (raweliny, nadszańce, rów obronny i in.) nigdy nie zostały wykonane. W roku 1724, na jednym z bastionów Cottonera Lines zbudowano Fort San Salvatore.
W latach 1670–1698 zbudowany został Fort Ricasoli, wznosząc się majestatycznie nad wschodnim ramieniem Grand Harbour. Zbudowany na planie nieregularnym, zgodnie z linią wybrzeża, zawierał bastiony, mury osłonowe (kurtyny) oraz raweliny. Fort został ulepszony w XVIII wieku. Fort Saint Angelo został również w latach 1690. mocno zmodernizowany, przez dobudowanie licznych baterii artyleryjskich i innych elementów obronnych.

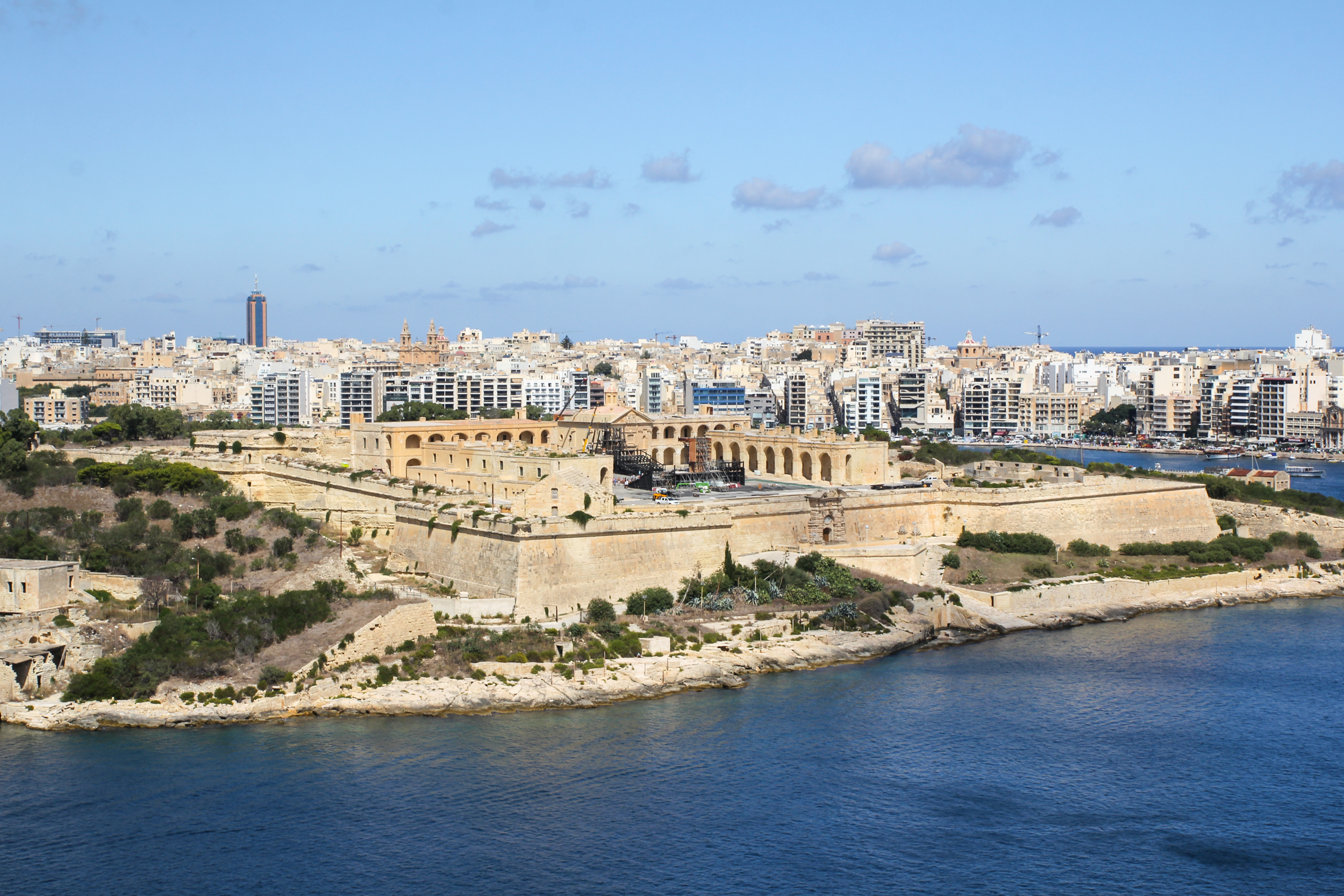
Fort Manoel widziany z bastionów Valletty

W latach 1723–1733, na Manoel Island w Marsamxett Harbour, zbudowany został Fort Manoel, aby osłaniać zachodnią stronę Valletty. Fort, zbudowany w stylu barokowym, jest kwadratowy w kształcie, z czterema narożnymi bastionami. Był on ostatnim dużym fortem z bastionami, zbudowanym na Malcie. Ostatnimi dużymi fortyfikacjami, zbudowanymi przez Zakon na terenie portu, był Fort Tigné, zbudowany na Tigné Point w latach 1793–1795. Zbudowany, by osłaniać wejście do Marsamxett, na równi z Fortem Saint Elmo. Architektura tego fortu jest całkiem inna od wcześniejszych fortów Zakonu. Mimo że jest on bardzo mały, jak na XVIII-wieczne standardy, został umieszczony wśród najbardziej rewolucyjnych i wpływowych fortyfikacji maltańskich, jako wczesny przykład fortu poligonalnego. W XIX w. Brytyjczycy zbudowali więcej fortów poligonalnych.

### Mdina i Cittadella

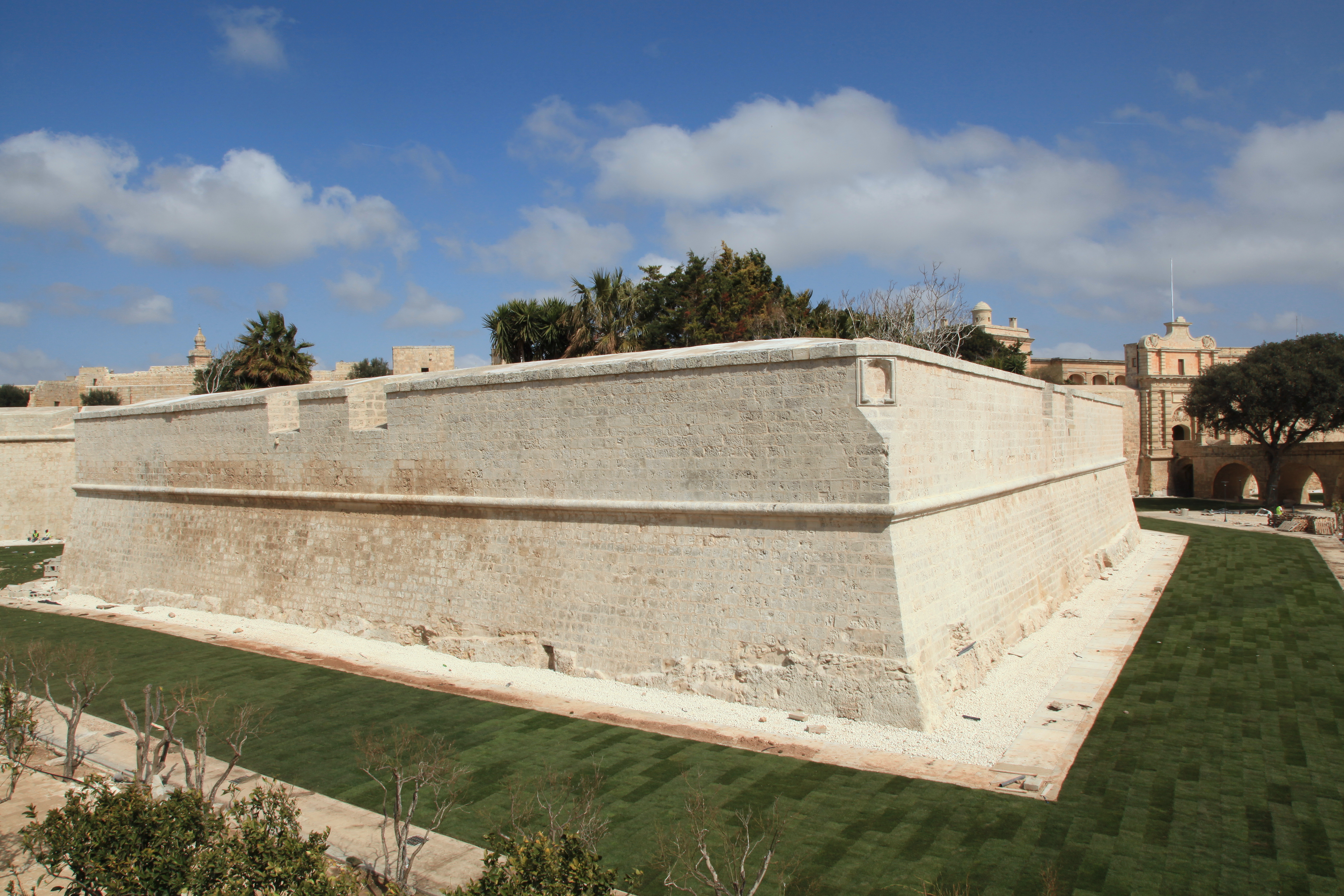
De Redin Bastion w Mdinie

Chociaż Mdina nie była już miastem stołecznym, Zakon wciąż wzmacniał siłę obronną miasta i stopniowo przekształcił jego średniowieczne mury w silną fortecę. W latach 1540., za rządów Juana de Homedes y Coscon, po obu stronach fortyfikacji frontowych zbudowane zostały dwa bastiony. Bastion centralny, De Redin Bastion, zbudowany został w połowie XVII w. przez Wielkiego Mistrza Martina de Redin. W wyniku trzęsienia ziemi na Sycylii w roku 1693, miasto zostało uszkodzone, i naprawa zniszczeń trwała przez cały wiek XVIII. Podczas odbudowy, w roku 1724, wejście do miasta zostało zastąpione przez większą bramę, zaprojektowaną przez architekta Charlesa François de Mondion. Ostatnia modyfikacja miała miejsce w roku 1746, kiedy zbudowano Despuig Bastion. Powstały dalsze plany wzmocnienia miasta, lecz nie zostały zrealizowane, ponieważ Zakon skoncentrował się na fortyfikacjach portu.
System obronny Cittadelli na Gozo został również poprawiony przez Zakon. W roku 1551, miasto zostało zdewastowane przez najazd osmański, który przemienił przawie całą populację wyspy w niewolników. W latach 1599–1622, wejście do miasta oraz mury południowe zostały całkowicie przebudowane, północne mury miasta pozostawiono w ich pierwotnej, średniowiecznej formie. Wczesne XVII-wieczne modyfikacje wzbogaciły system obronny o bastiony, nadszańce, magazyny i baterie artyleryjskie.

### Fortyfikacje nadbrzeżne

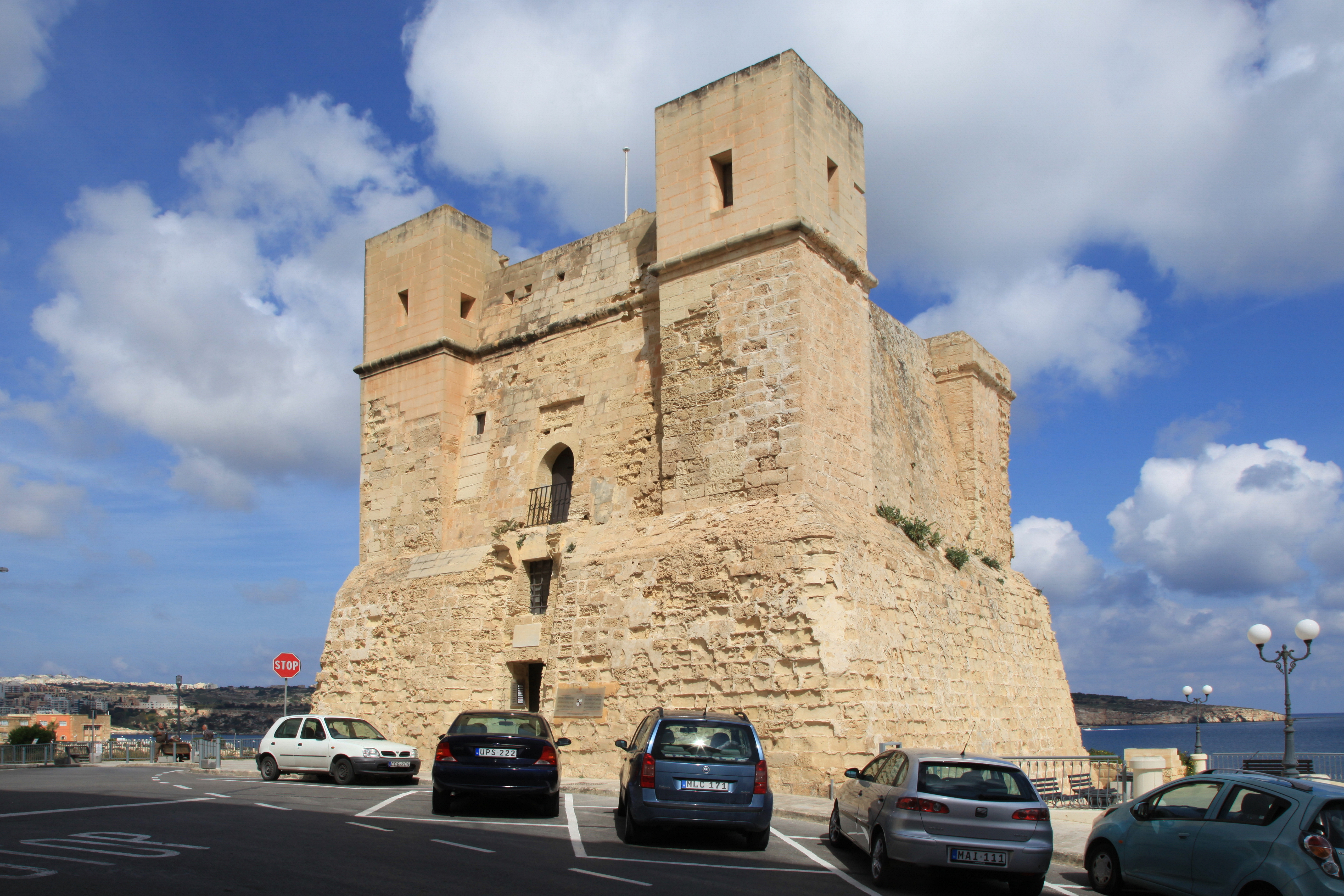
Wignacourt Tower w Saint Paul’s Bay

W odróżnieniu od silnie ufortyfikowanej części portowej, reszta wysp pozostawała w większości bezbronna aż do XVII w., i były one podatne na ataki (np. inwazja na Gozo) w 1551 r. Zmieniło się to w roku 1605, kiedy w Mġarr na wyspie Gozo zbudowano Wieżę Garzes. Ta wieża strażnicza została zburzona w roku 1848 przez brytyjską administrację wyspy.
W latach następnych zbudowano więcej wież wzdłuż brzegów wysp. Pierwsza ich grupa, wieże Wignacourta (ang. Wignacourt towers), została zbudowana w latach 1610–1620. Zbudowaano ich sześć, i były one czymś więcej niż zwykłymi wieżami strażniczymi, gdyż utworzyły mocną linię obrony podatnych na ataki części wybrzeża. Z tych sześciu wież, jedna zawaliła się około roku 1715, a inna została zburzona w roku 1888. Pozostałe cztery przetrwały do dziś.

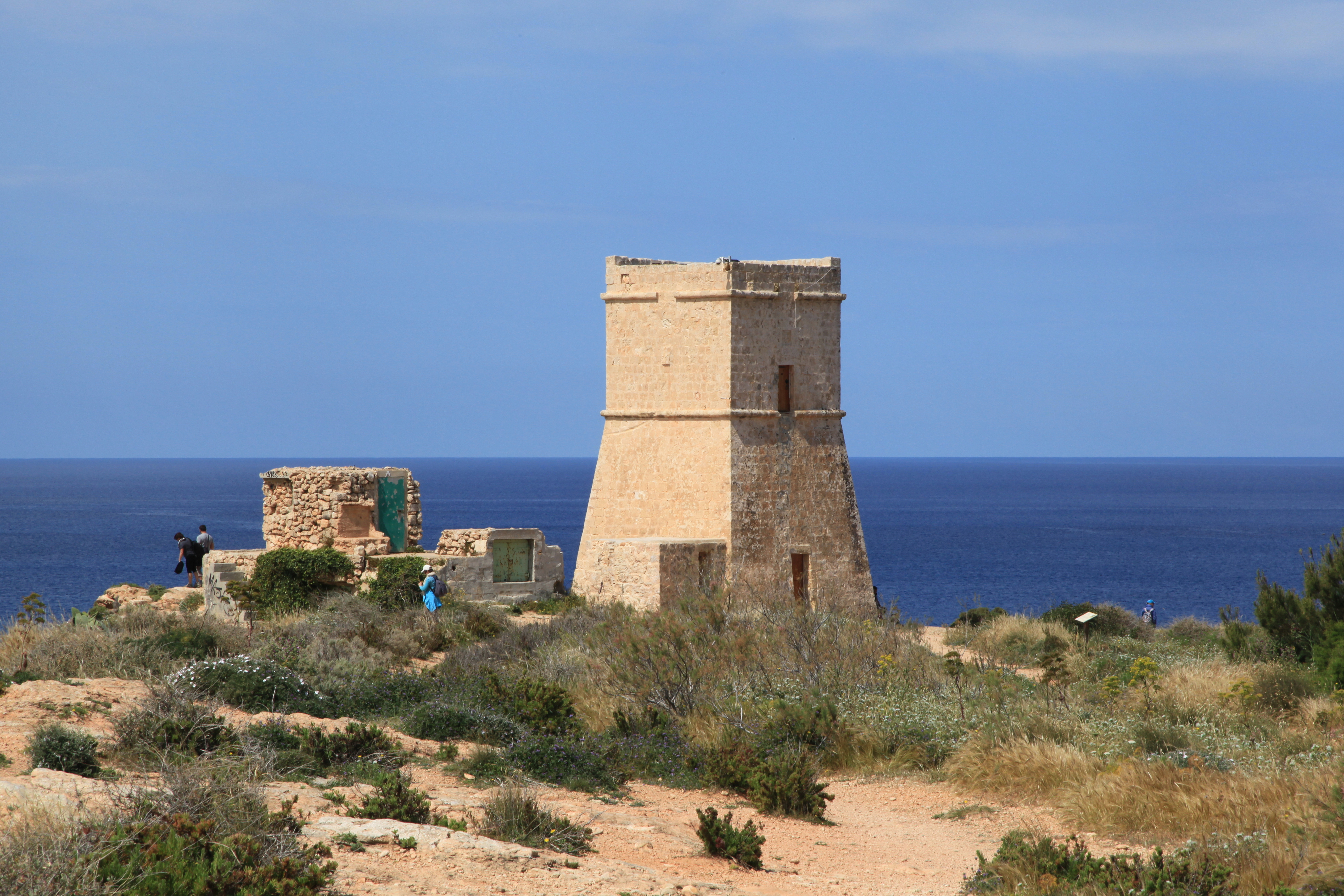
Għajn Tuffieħa Tower w Mġarr

W latach 1637–1638 zbudowano siedem następnych wież. Były dużo mniejsze niż wieże Wignacourta, ponieważ były budowane jako wieże strażnicze, które ostrzegały (przekazując sygnał od jednej do drugiej) bazę Zakonu w Grand Harbour, na wypadek ataku. W roku 1647 zbudowano w Mellieħa wieżę św. Agaty. Ta duża wieża, mająca stanowić silny punkt obrony, została zbudowana w stylu wież Wignacourt. Następne dwie wieże zostały zbudowane w Dwejra (1650) i Xlendi (1652). Te dziesięć wież, zbudowanych w latach 1637–1652, znane są jako wieże Lascarisa, od nazwiska Wielkiego Mistrza, który je zbudował. Dziewięć z nich przetrwało do dzisiaj.

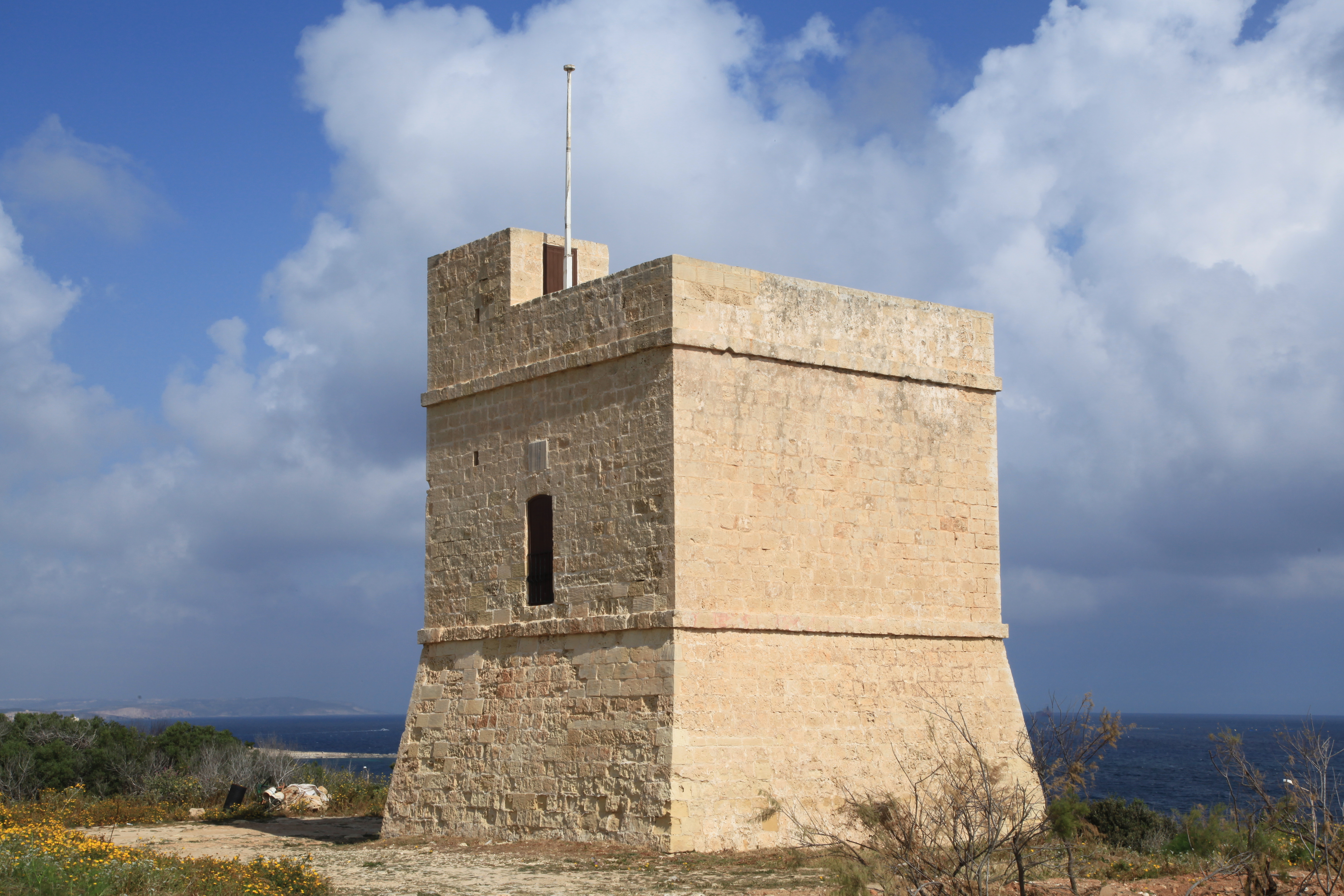
Għallis Tower w Naxxar

Kolejna seria wież została zbudowana w latach 1658–1659. Powstało ich czternaście, znane są jako wieże de Redina. Bazowały na wieżach Lascarisa, i miały tę samą, komunikacyjną, funkcję. 13 wieży zbudowanych na wyspie Malcie miało identyczny wygląd; osiem z nich przetrwało w całości, dwie są w ruinie. Czternasta wieża, Mġarr ix-Xini Tower, została zbudowana na Gozo w roku 1661, miała delikatnie inny wygląd.
Ostatnią wieżą strażniczą, wybudowaną na wybrzeżu była wieża Isopu, zbudowana na Gozo w roku 1667. Wieża była w stanie mocno zrujnowanym, lecz została odbudowana w latach 2003–2006 i jest teraz w dobrym stanie.

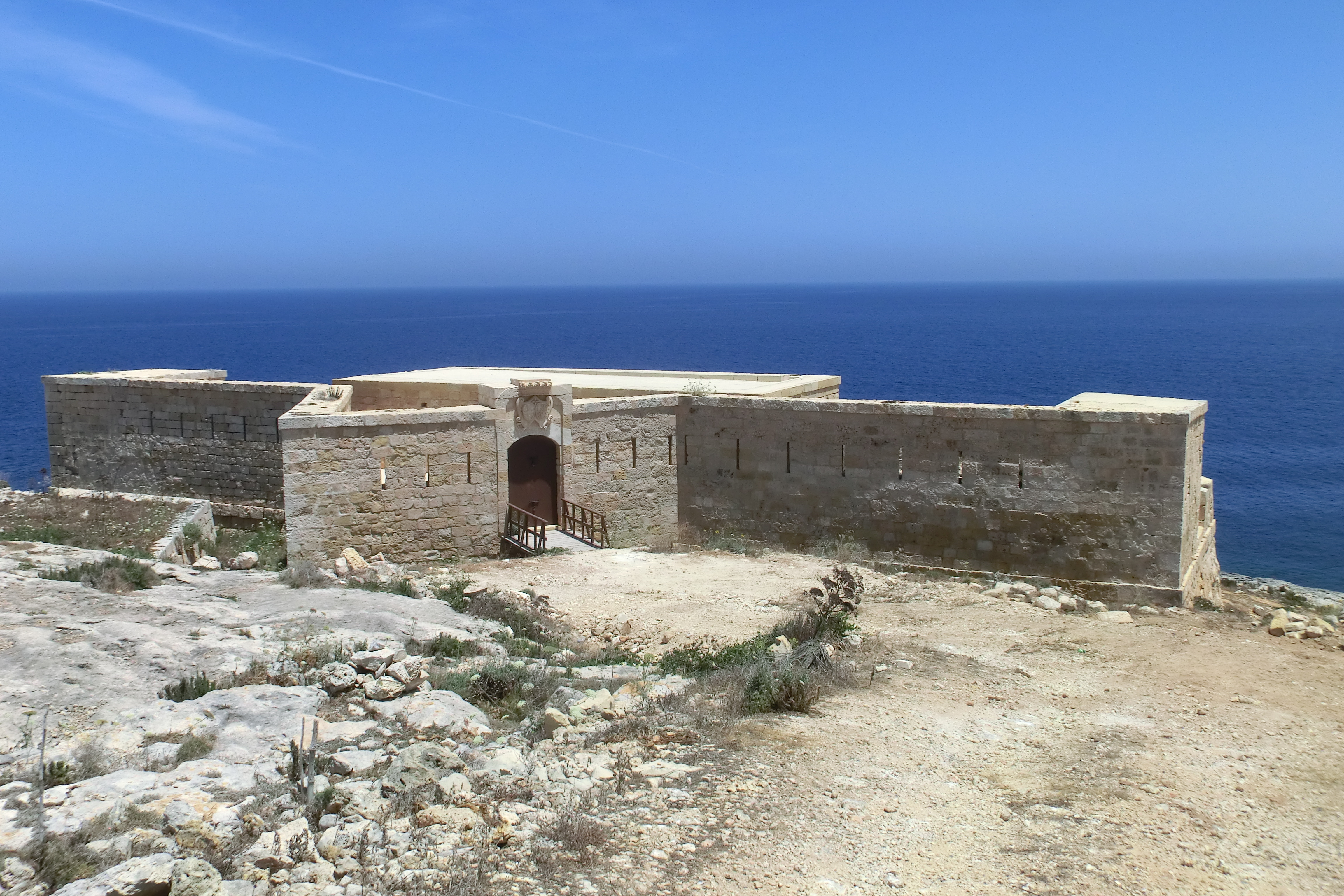
Bateria Saint Anthony w Qala

Poczynając od roku 1714, zbudowanych zostało wzdłuż wybrzeża wysp Malta i Gozo około 52 baterii artyleryjskich i redut. Kilka baterii zbudowano wokół istniejących nadbrzeżnych wież strażniczych, takich jak wieża Qawra i wieża Armier. Wiele z tych baterii zostało zburzonych lub są zrujnowane, lecz kilka jest wciąż w dobrym stanie. Są to baterie Mistra, Vendôme, Ferretti, Saint Anthony, Qolla l-Bajda i Saint Mary. Niestety przetrwało bardzo mało redut – Reduta Briconet, Ximenes i Saint George. Pomiędzy latami 1720. a 1760. zbudowane zostały różne rodzaje umocnień, tak wzdłuż wybrzeża, jak i wzdłuż niektórych miejsc wewnątrz wyspy. Pozostałości kilku z nich przetrwały do dziś, jak np. Naxxar Entrenchment czy Louvier Entrenchment.
Na wyspie Gozo, w latach 1749–1760., zbudowany został Fort Chambray. W zamiarze miał on być nowym ufortyfikowanym miastem, jak Valletta, i zastąpić miał Cittadellę jako stolica wyspy. Zamiar się nie udał, i tylko fort został zbudowany. Był kilkakrotnie używany podczas francuskiej okupacji 1798 r., lecz jego przydatność się zmniejszyła. W XIX w. został zamieniony na szpital. W latach 1990. wnętrze fortu zostało przebudowane, lecz zewnętrzne bastiony i kilka budynków wewnętrznych pozostały nietknięte.
W latach 1793–1795 Wieża św. Lucjana wraz z baterią została wzmocniona o rów obronny i szańcopodobne obwarowanie; cały kompleks nazwany został Fort Rohan, na cześć urzędującego Wielkiego Mistrza Emmanuela de Rohan. Większość fortyfikacji, z wyjątkiem wieży, została w XIX w. rozebrana i przebudowana przez Brytyjczyków, i nazwa Fort Rohan popadła w zapomnienie.
Oprócz fortyfikacji Zakonu, wielu właścicieli posesji oraz wiele rodzin budowało swoje własne fortyfikacje. Przeważnie były to ufortyfikowane rezydencje i wieże strażnicze. Z godnych uwagi można wymienić Mamo Tower, zbudowaną w roku 1657 w Marsaskala.

## Okupacja francuska (1798–1800)

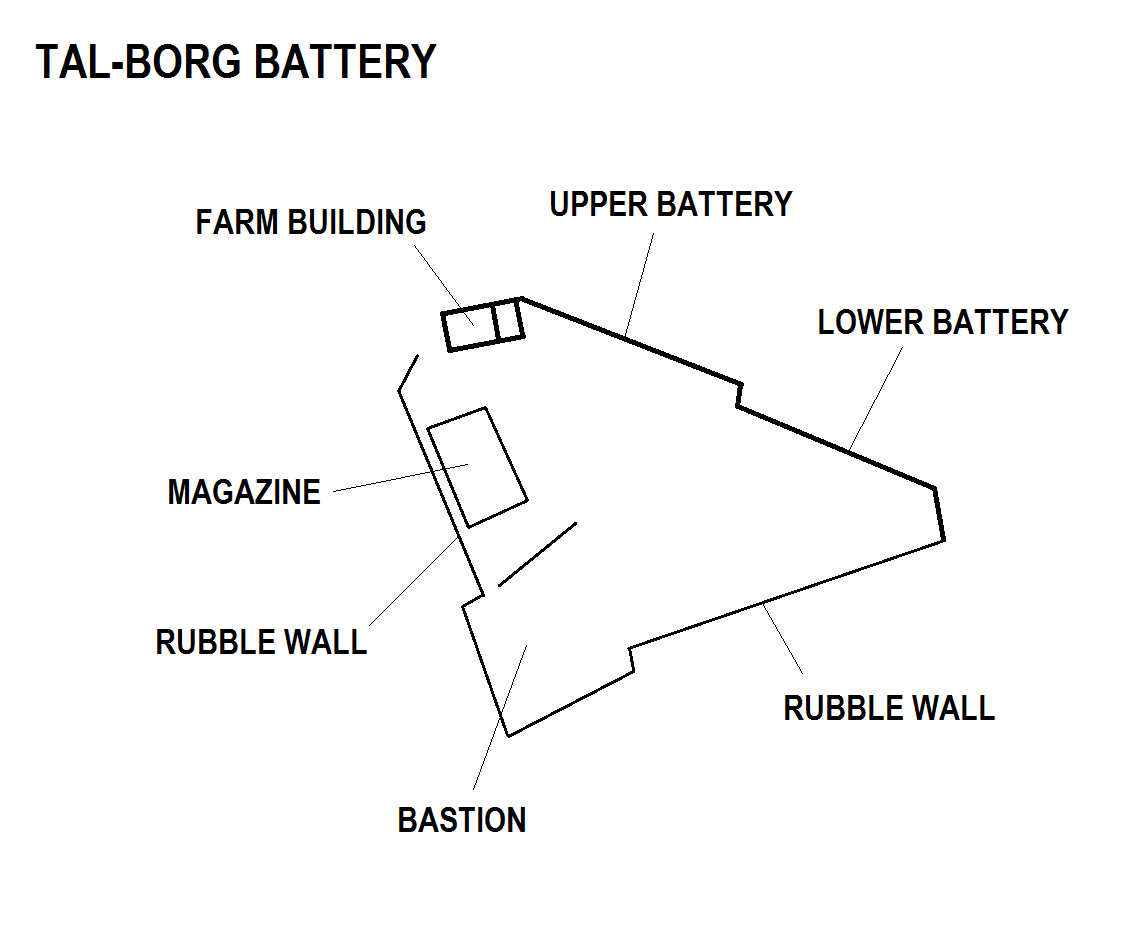
Mapa Baterii Tal-Borg, jednej z baterii artyleryjskich, zbudowanych przez maltańskich powstańców

Francuzi usunęli Zakon z Malty podczas swojej kampanii śródziemnomorskiej w 1798 r., kiedy Zakon poddał się po kilku dniach oporu. Maltańczycy, choć początkowo przyjaźnie przyjęli okupantów, po kilku miesiącach wywołali powstanie, głównie z powodu reform oraz grabienia kościołów przez Francuzów. Powstańcy przejęli kontrolę nad wyspą Gozo, która stała się na krótko niepodległa, jak również Mdiną i innymi miastami i wioskami na głównej wyspie, blokując Francuzów na dobrze ufortyfikowanym terenie portu.
Powstańcy maltańscy, wspomagani przez Brytyjczyków, szybko zbudowali szereg fortyfikacji, głównie w celu odparcia potencjalnego francuskiego kontrataku, a w tym samym czasie ostrzeliwali z dział francuskie pozycje na terenie portu. Powstańcy mieli kilka obozów, i ludzie z każdego z nich mieli pod opieką kilka znajdujących się w pobliżu baterii, redut i umocnień. Najważniejszymi bateriami były: Baterie Corradino, Bateria Għargħar, Bateria Tal-Borg oraz Bateria Tas-Samra.
Szańce okrążały cały teren portu, sięgając wszystkich dróg od Sliemy po Kalkarę. Projekty baterii bazowały na bateriach nadbrzeżnych i umocnieniach, budowanych przez Zakon w XVIII w., natomiast szańce często zawierały długie odcinki ścian, zbudowanych z gruzu. Uzbrojone były w działa, wzięte z nadbrzeżnych fortyfikacji, jak np. Wieża Świętej Marii. Użyteczność fortyfikacji została przetestowana w roku 1799, kiedy francuski kontratak z Fortu Manoel został odparty przez powstańcze baterie.
Żadna z tych fortyfikacji nie przetrwała w całości, jednak kilka budynków, istniejących wcześniej, a które były wykorzystywane jako bunkry, wciąż istnieje. Bateria św. Rocha, jedna z powstańczych fortyfikacji, była umiejscowiona tam, gdzie później, w drugiej połowie XIX w., zbudowany został Fort Saint Rocco.

## Fortyfikacje brytyjskie (1800–1979)

### Wiek XIX i wczesne lata XX w.

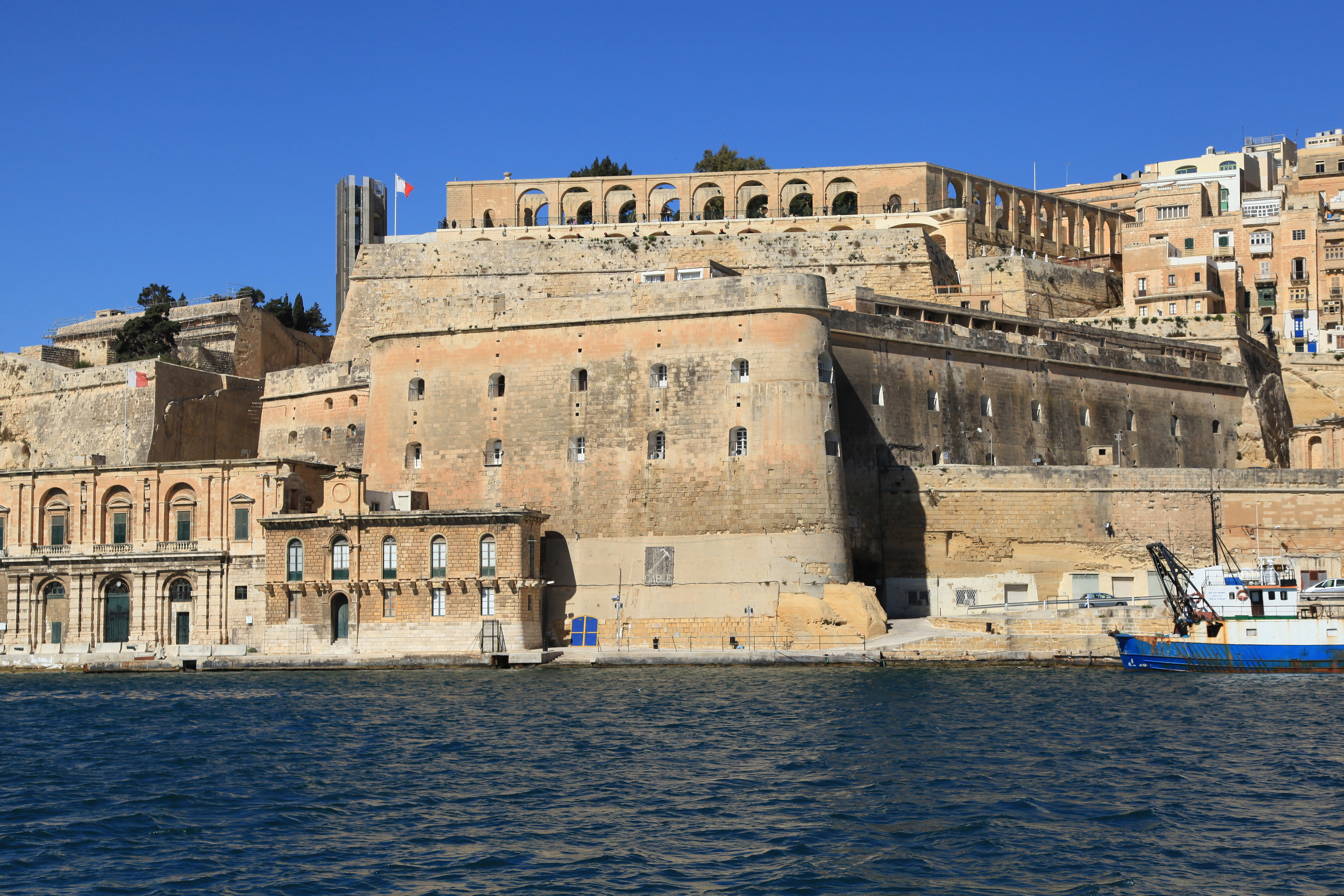
Bateria Lascaris w Valletcie

W roku 1800 Brytyjczycy przejęli wyspy maltańskie jako protektorat, a później, w roku 1813, jako kolonię. Początkowo używali oni fortyfikacji Zakonu nie czyniąc żadnych zmian. Zgodnie z wojskową teorią z tamtych czasów, Flota Śródziemnomorska Royal Navy uznawana była za najbardziej niezawodną ochronę przed inwazją. I faktycznie, Cywilny Komisarz Malty Henry Pigot chciał w roku 1801 wyburzyć większość fortyfikacji w Valletcie. Nigdy do tego nie doszło. Podczas rządów brytyjskich wiele fortów Zakonu zostało pozbawionych starego uzbrojenia, które również później kilkakrotnie było wymieniane, aby nadążyć za nowymi technikami wojskowymi.
W latach 1850. Brytyjczycy wybudowali Fort Verdala oraz Szaniec św. Klemensa (St. Clement Retrenchment) pomiędzy Cottonera Lines a Santa Margherita Lines, a w Valletcie została wybudowana Bateria Lascaris. W czasach późniejszych, w XIX w., część fortyfikacji Senglei oraz część Cottonera Lines i Sta. Margherita Lines zostały wyburzone, aby zrobić miejsce dla rozbudowującej się stoczni. W XIX i XX w. w kilku miejscach wyspy (Tigné Point, Pembroke) Brytyjczycy wybudowali koszary.
W roku 1866 pułkownik William Jervois sporządził raport zatytułowany „Memorandum with reference to the improvements to the defences of Malta and Gibraltar, rendered necessary by the introduction of Iron Plated Ships and powerful rifled guns” (Memorandum w sprawie poprawy obrony Malty i Gibraltaru, niezbędnej z uwagi na wprowadzenie okrętów z płyt żelaznych i potężnych dział z gwintowaną lufą), w którym określał Maltę (na równi z Gibraltarem, Halifaxem i Bermudami) mianem „twierdzy imperialnej”. Proces polepszania fortyfikacji Malty rozpoczął się wkrótce, zostało zbudowanych kilka nowych fortów poligonalnych i baterii artyleryjskich, w tym Bateria Sliema Point (1872), Fort Saint Rocco (1872-73) i Fort Leonardo (1875-78).
W latach 1871–1880, na Corradino Heights zbudowane zostały Corradino Lines. Ostrokątny układ murów oraz rów obronny miały w zamyśle osłaniać stocznię i port przed atakiem od strony lądu. Zostały opuszczone we wczesnych latach XX w. ze względu na nowe technologie wojskowe, chociaż były używane jeszcze podczas II wojny światowej.

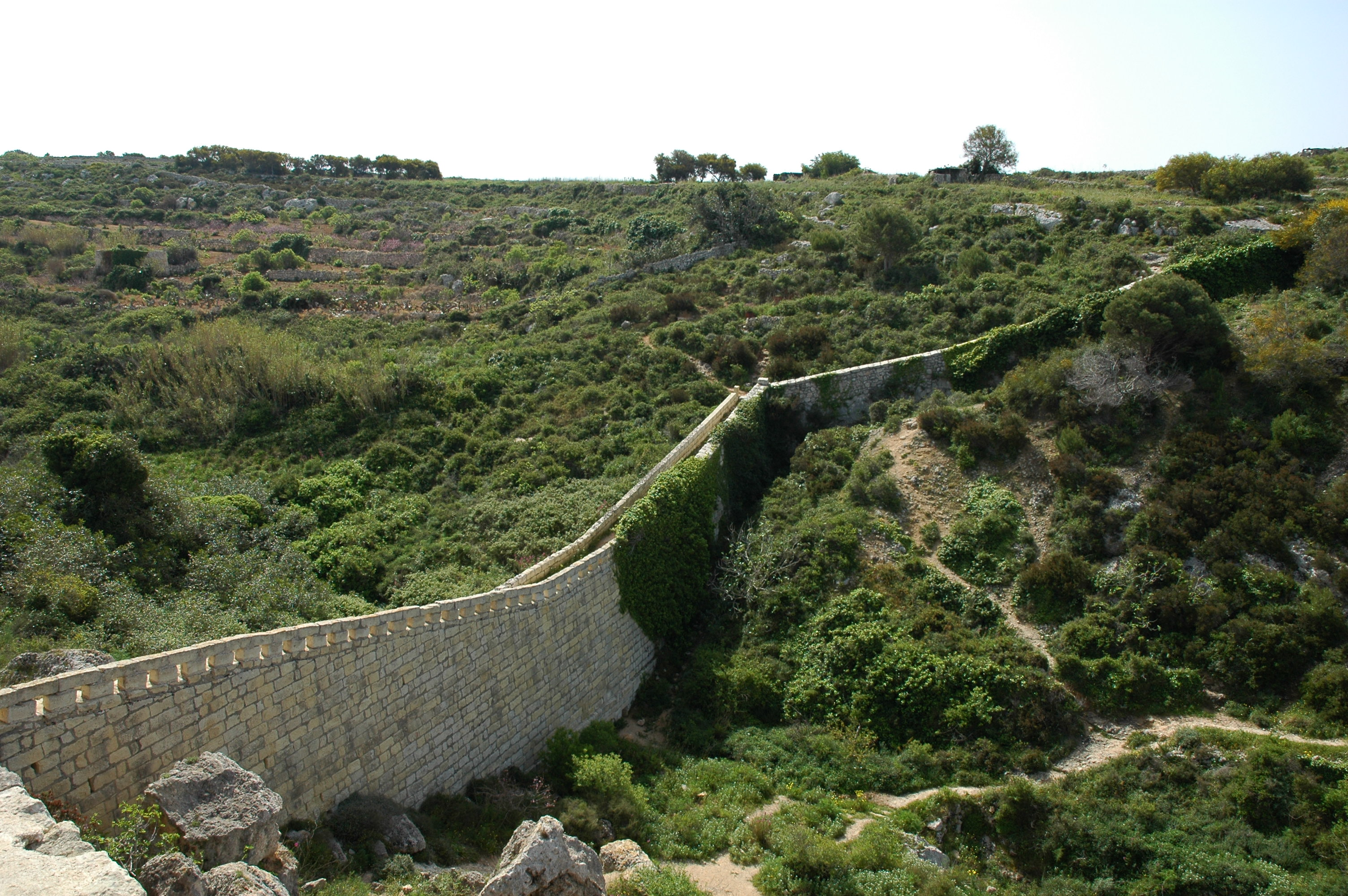
Victoria Lines na granicy pomiędzy Mġarr a Rabatem

Począwszy od roku 1875, wzdłuż północnej części Malty zaczęto budować Victoria Lines, pierwotnie znane jako North West Front, które oddzielały północną część Malty od bardziej zaludnionego południa. System obronny składał się z ciągu fortyfikacji, oflankowanego wieżami obronnymi, oraz szańców i stanowisk dział. Zaplanowanych było kilka baterii artyleryjskich, lecz zbudowane zostały jedynie Bateria San Giovanni i Bateria Tarġa. Wzdłuż linii zbudowano również trzy forty: Fort Binġemma, Fort Madalena i Fort Mosta. Budowa linii została ukończona w roku 1899, lecz już ćwiczenia w roku 1900 udowodniły, że fortyfikacje mają znikomą wartość obronną, i cały system, poza wieżami przybrzeżnymi, został wycofany z eksploatacji w roku 1907. Dzisiaj, pewne odcinki linii są zawalone, lecz inne, włączając w to trzy forty, przetrwały. W latach 1875–1878, aby wypełnić lukę pomiędzy Victoria Lines a portem, zbudowano Fort Pembroke.
Brytyjczycy zbudowali również kilka fortów, aby osłonić port Marsaxlokk. Są to: Fort San Lucian (1874–78), Fort Delimara (1876–88), Fort Tas-Silġ (1879–83). W latach 1881 i 1882, zbudowane zostały, odpowiednio w Marsaxlokk i Marsaskala Bateria Saint Paul i Bateria Żonqor.

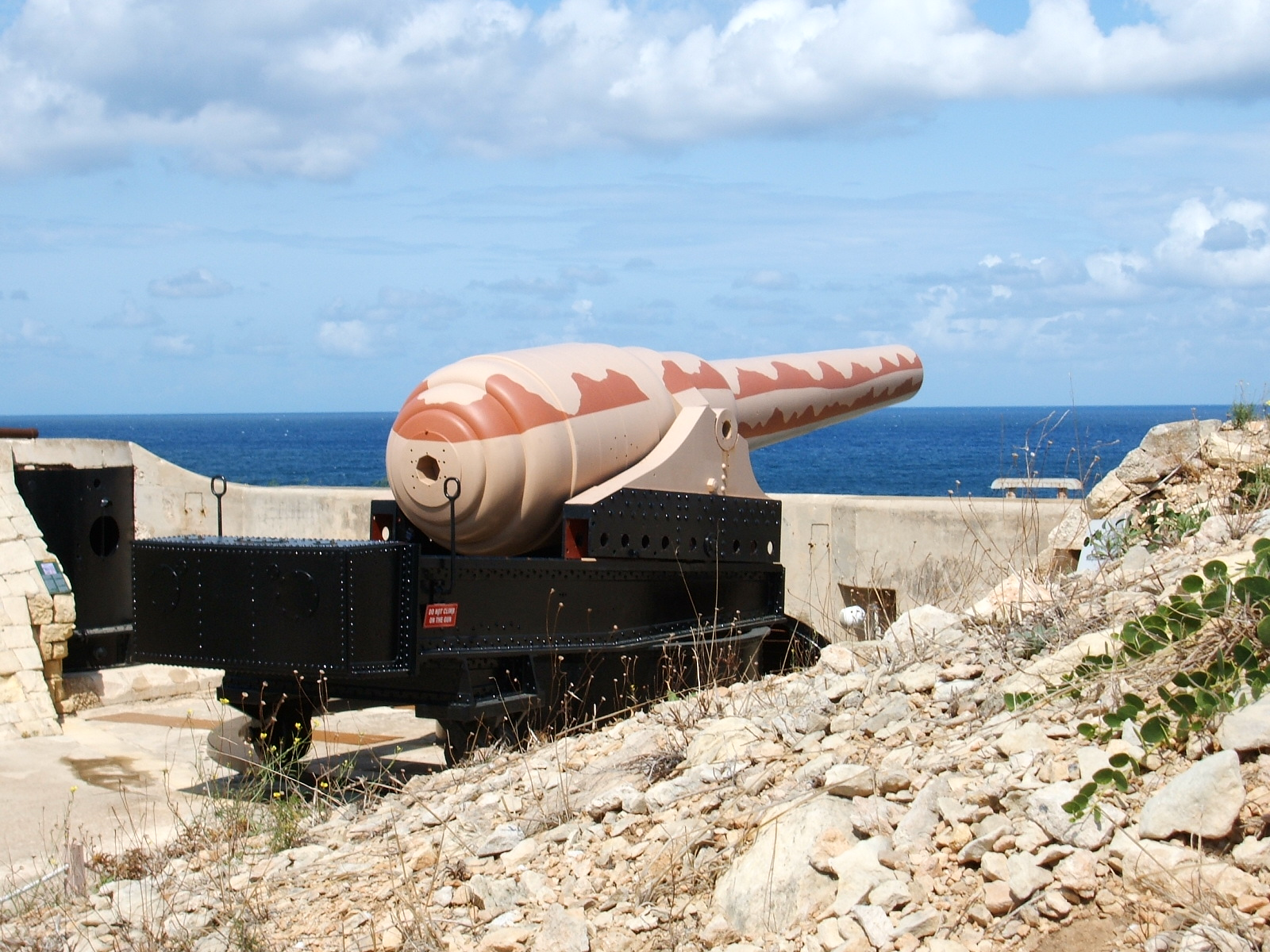
100-tonowe działo Armstrong w Baterii Rinella

Po uzbrojeniu przez Włochów swoich pancerników „Caio Duilio” i „Enrico Dandolo” w działa 100-tonowe, Brytyjczycy zaczęli się obawiać włoskiego ataku na Maltę, ponieważ Włosi mogli ostrzeliwać baterie na Malcie, niszcząc je po kolei, będąc jednocześnie poza zasięgiem dział brytyjskich. Aby temu zapobiec Brytyjczycy zdecydowali się na budowę czterech dział 100-tonowych. Dwa z nich zostały zainstalowane na Malcie, a Bateria Cambridge i Bateria Rinella zostały specjalnie zbudowane, aby pomieścić te działa. Budowa tych baterii rozpoczęła się w roku 1878, a zakończono ją w roku 1886. Działo na Rinelli istnieje do dziś.
Od roku 1888 do 1910, zbudowano nową grupę fortyfikacji, które miały pomieścić działa ładowane odtylcowo. Były to Bateria Della Grazie, Bateria Spinola, Bateria Garden, Bateria Wolseley, Bateria Pembroke i Fort Benghisa. Fort ten był ostatnim fortem poligonalnym zbudowanym na Malcie.

### Wojny światowe i okres późniejszy

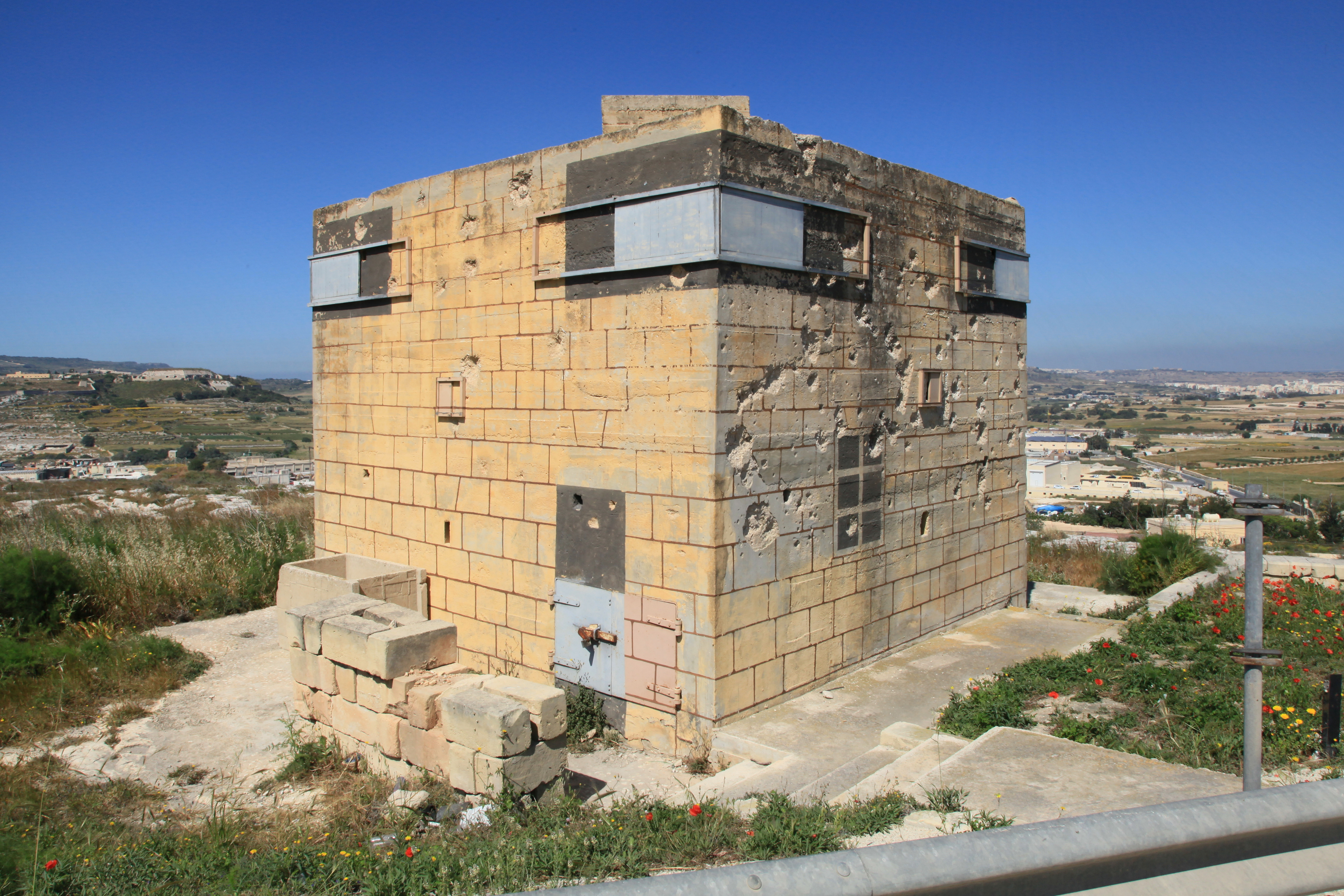
Posterunek Rezerwowy R15, pillbox z okresu II wojny światowej w Naxxar

W latach 30. XX wieku zbudowano na Malcie kilka nowych fortyfikacji. Jakkolwiek nowe systemy wojskowe, jak np. lotniska, zaczęto budować już w czasie I wojny światowej, kiedy zbudowano bazę wodnosamolotów RAF Kalafrana oraz lotnisko w Marsa. Więcej lotnisk zbudowano w okresie międzywojennym oraz w czasie II wojny światowej. Były to RAF Hal Far, RAF Ta’ Kali, RAF Luqa, RAF Safi, RAF Qrendi oraz Lotnisko Ta’ Lambert.
Od kryzysu abisyńskiego w 1935 roku, Brytyjczycy zbudowali na Malcie wiele pillbox-ów w celach obronnych, na wypadek inwazji włoskiej. Wiele innych powstało w czasie II wojny światowej. Wiele z nich wciąż istnieje, zwłaszcza na północno-wschodniej części wyspy. Kilka z nich zostało odrestaurowanych i jest pod opieką, lecz wiele z nich zostało zburzonych. Inne są ciągle burzone, gdyż uważa się, że nie posiadają one żadnej architektonicznej ani historycznej wartości.

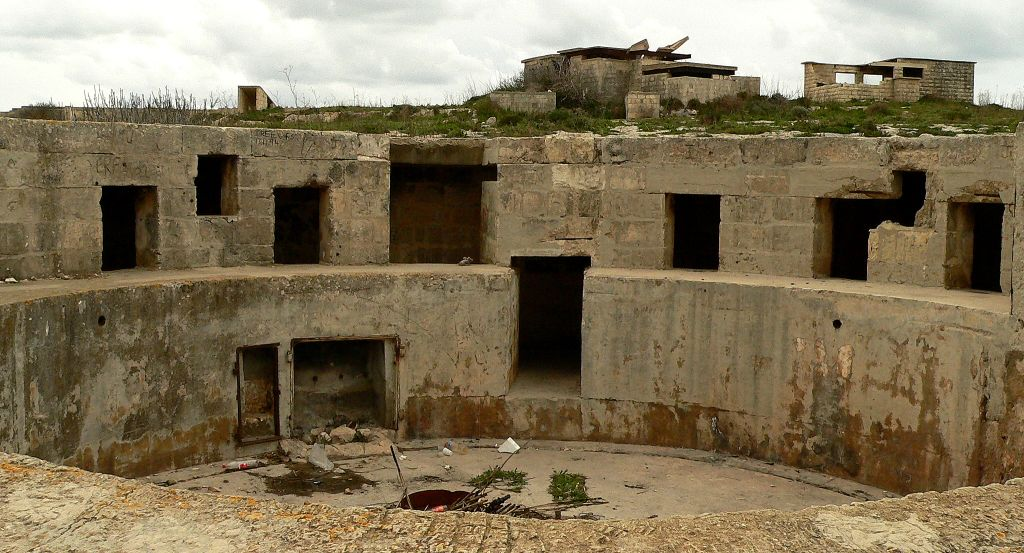
Ruiny Fortu Campbell w Mellieħa

Ostatnim fortem zbudowanym na Malcie był Fort Campbell, który powstał koło miejscowości Mellieħa w latach 1937–1938. Wygląd fortu jest całkowicie inny od wcześniejszych fortyfikacji na Malcie, ponieważ został zaprojektowany, aby wytrzymać bombardowanie lotnicze. Miał kształt nieregularny a jego obwód był strzeżony przez posterunki karabinów maszynowych. Budynki wewnątrz fortu były rozrzucone, nie było ich koncentracji w żadnym miejscu. Fort ciągle istnieje, chociaż jest w większej części zrujnowany.
W czasie II wojny światowej zbudowano w Valletcie Lascaris War Rooms, jako główną kwaterę sił obronnych Malty. Były one później wykorzystywane jako kwatera główna wojsk alianckich przy inwazji na Sycylię. W czasie wojny również w wapiennym gruncie Malty kopano wiele schronów przeciwlotniczych, tak na zlecenie rządu, jak i przez osoby prywatne lub całe rodziny, aby chronić ludność Malty przed włoskimi i niemieckimi bombami. Wiele z tych schronów wciąż istnieje, a kilka jest dostępnych do zwiedzania.
W czasie trwania wojny zbudowanych zostało również wiele baterii przeciwlotniczych, stanowisk artyleryjskich oraz stacji radarowych.
Wiele fortyfikacji zostało wycofanych z użycia w latach 1950.–1970. Niektóre zostawiono zaniedbane i opuszczone, kiedy inne zaczęły być używane w różnych celach, np. prywatne rezydencje, restauracje, posterunki policji czy farmy. Niektóre budynki koszarowe, jak te w Mtarfa i Pembroke, przekształcone zostały w osiedla mieszkaniowe.
Wiele fortów i historycznych budynków wojskowych jest ciągle używanych przez Siły Zbrojne Malty, jak np. koszary Luqa, Fort Madalena i Fort Mosta.

## Współczesność

### Zabezpieczanie i odnawianie

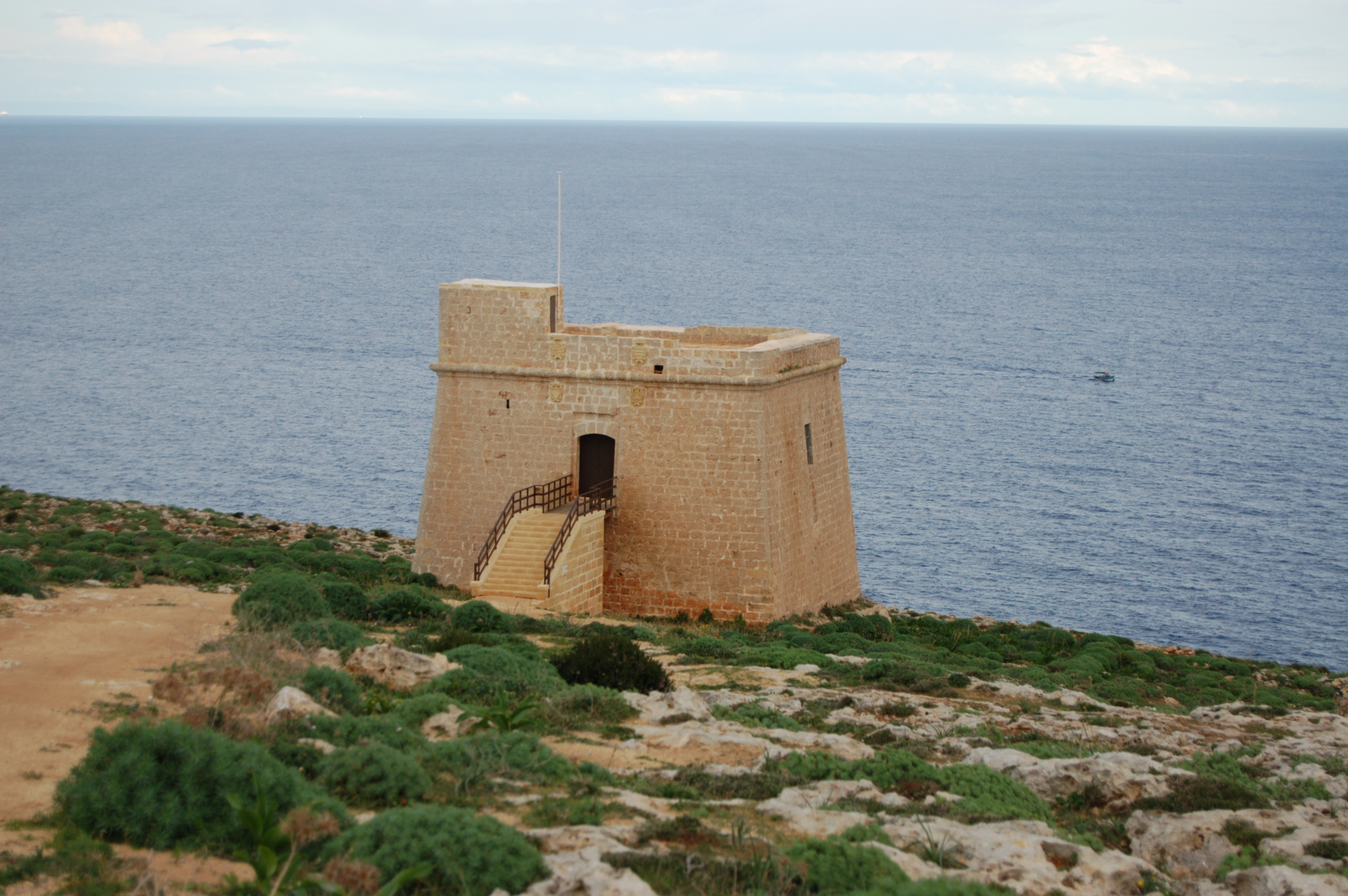
Odbudowana Wieża Isopu w 2006 r. Przed odnową była ona prawie całkowicie zawalona.

Architektoniczna i historyczna wartość maltańskich fortyfikacji jest dzisiaj powszechnie znana, i wiele z nich jest atrakcjami turystycznymi. Wszystkie fortyfikacje wpisane zostały na Listę Zabytków 1925, i prawie wszystkie zachowane do dzisiaj fortyfikacje Zakonu są teraz umieszczone na liście National Inventory of the Cultural Property of the Maltese Islands, narodowym rejestrze dziedzictwa Malty. Ufortyfikowane miasto Valletta od roku 1980 jest umieszczone na Liście Światowego Dziedzictwa UNESCO. Pozostałe fortyfikacje dokoła terenu portu, ufortyfikowane miasta Mdina i Cittadella, jak również Victoria Lines są na próbnej liście miejsc światowego dziedzictwa od roku 1998.
Od lat 1970., niektóre z fortyfikacji, zwłaszcza te opuszczone, podupadały i często padały ofiarą wandali. Jednak od początku XXI wieku pewna liczba fortyfikacji została już odrestaurowana lub jest w trakcie odnowy.
Din l-Art Ħelwa The National Trust of Malta, począwszy od lat 1970., odrestaurował kilka nadbrzeżnych fortyfikacji Zakonu. Były to: Wieża Wignacourt (1975–76 oraz 2003), Wieża Mamo (1994–95), Wieża Għallis (1995), Bateria Saint Mary (1996–97 oraz 2003–04), Wieża Dwejra (1997), Wieża Saint Mark (1997–98), Wieża Saint Agatha (1999–2001), Wieża Saint Mary (2002 i 2005) oraz Wieża Isopu (2004). W tej chwili odnawiana jest Bateria Saint Anthony oraz Wieża Xlendi.
Fondazzjoni Wirt Artna również odnowiła kilka maltańskich fortyfikacji, takich jak Saluting Battery oraz Fort Rinella. Aktualnie restaurowana jest Bateria Mistra.
W roku 2001 firma MIDI plc rozpoczęła odnawianie Fortu Manoel, jako część swojego projektu Manoel Island. Odnowa zawierała również odbudowę kaplicy św. Antoniego, zbombardowanej w czasie II wojny światowej. W roku 2008 MIDI również zakończyła odnowę Fortu Tigné, będącą częścią rozbudowy Tigné Point. XIX-wieczna Bateria Garden, o której sądzono, że została zburzona w czasie II wojny światowej, została odkopana w czasie prac na Tigné Point, i zdecydowano o jej odnowie.
Pierwsze plany odnowy fortyfikacji Valletty, Birgu, Mdiny i Cittadelli powstały w roku 2006.
Prace w Mdinie, Birgu i Cittadelli rozpoczęły się w roku 2008. W Mdinie, niektóre z bastionów zaczęły się obsuwać po glinianym stoku, więc musiano je ustabilizować, umieszczając w ich murach stalowe pręty. Podczas prac renowacyjnych odkryto wiele archeologicznych pozostałości z poprzednich epok, m.in. elementy murów Mdiny z okresu punicko-rzymskiego oraz wieków średnich, bastion i kaponierę w Birgu, pierwotną bramę wejściową do Cittadelli, oraz wiele innych.
W Valletcie prace renowacyjne rozpoczęły się w roku 2010, w ramach projektu określanego „the biggest in a century” (największym w stuleciu). Z gruntów publicznych wokół fortyfikacji usunięto dzikich lokatorów. Odnowa górnej części Fortu Saint Elmo została zakończona w roku 2015. W roku 2014 odbudowano, jako część prac renowacyjnych, kaplicę św. Rocha w St. Michael Counterguard, zbombardowaną w czasie II wojny światowej.
W roku 2015 rozpoczęła się renowacja części fortyfikacji Senglei.

### Fortifications Interpretation Centre

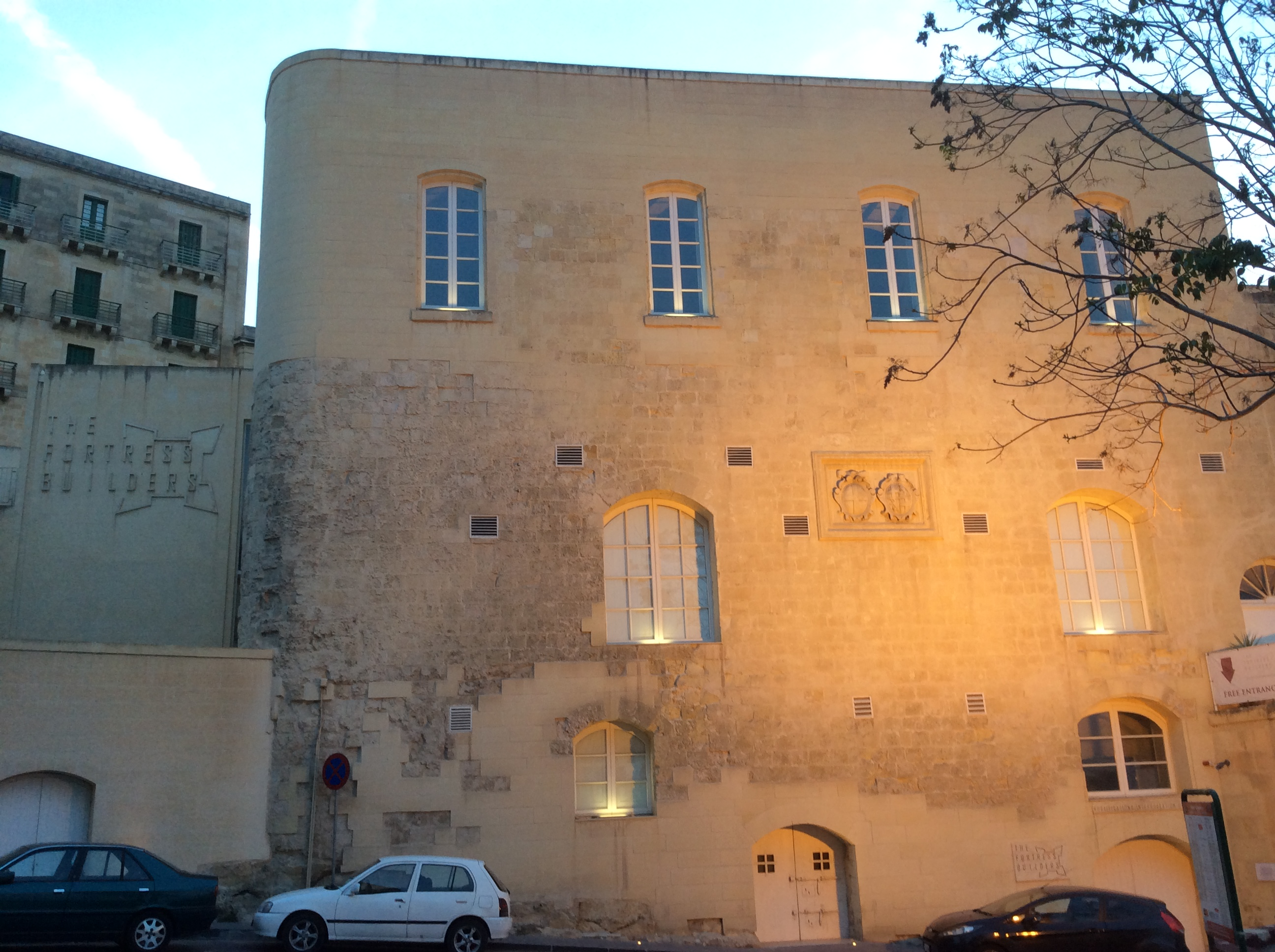
Fortifications Interpretation Centre

Fortifications Interpretation Centre (FIC) jest instytucją publiczną, poświęconą propagowaniu informacji oraz organizowaniu wystaw na temat architektury obronnej Malty. Znajduje się ona w budynku przylegającym do Saint Andrew’s Bastion, części murów miejskich Valletty. Budynek oryginalnie był magazynem odpornym na ostrzeliwanie działami oraz szkołą artylerii, zbudowanym w XVI w. podczas rządów Huguesa Loubenx de Verdalle. Szczytowe piętro zostało zniszczone w czasie II wojny światowej, a reszta budynku używana była później jako centrum egzaminacyjne. Budynek został odnowiony i najwyższe piętro odbudowane, dzięki projektowi współfinansowanemu przez Europejski Fundusz Rozwoju Regionalnego. FIC został otwarty 16 lutego 2013 r.
FIC posiada informacje o maltańskich fortyfikacjach, idące wstecz w czasie aż do fortyfikacji Borġ in-Nadur, a koncentruje się głównie na tych, zbudowanych przez Zakon oraz Brytyjczyków. Posiada modele maltańskich fortów, jak również panele informacyjne opisujące fortyfikacje na całym świecie, które mają jakiś związek z umocnieniami Malty (styl, wpływ, projektant itp.).

## Heraldyka

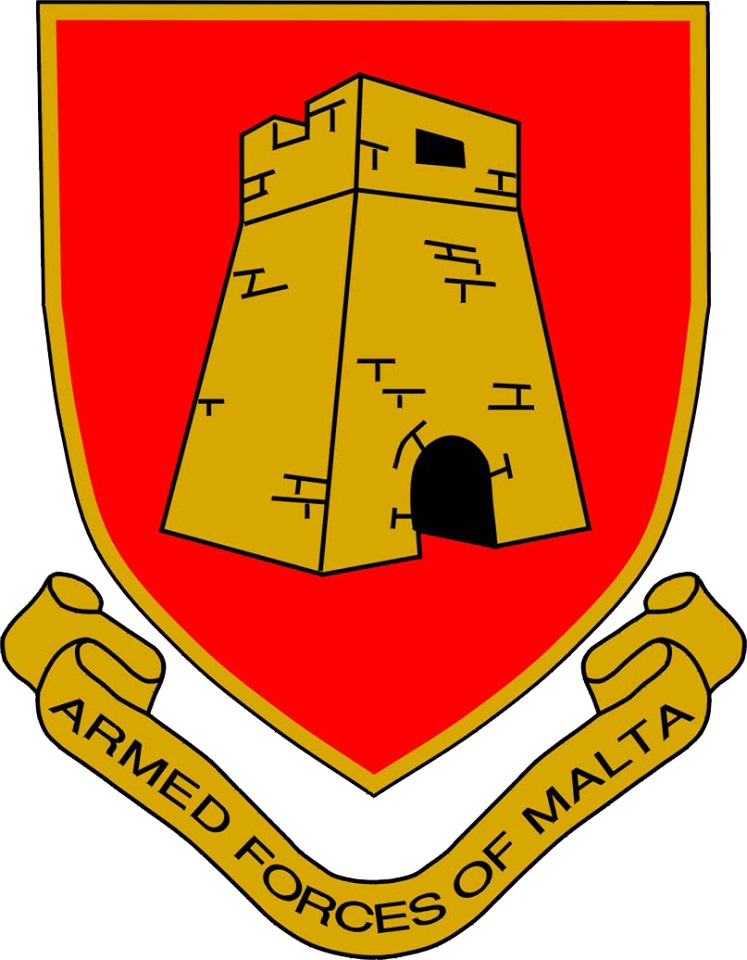
Wieża De Redina na tarczy herbowej Sił Zbrojnych Malty

Fortyfikacje Malty są kilkakrotnie przedstawione w heraldyce wyspy. Herb Malty zawiera koronę zbudowaną z muru w kolorze złotym, z sally port i ośmioma basztami (z których pięć jest widocznych), co obrazuje fortyfikacje oraz status Malty jako miasta-państwa. Herby pięciu regionów Malty mają podobną koronę, lecz z pięcioma basztami, wszystkie z nich są widoczne. Koronę z muru z czterema basztami mają nad swoją tarczą herbową Valletta, Mdina i Birgu, pokazującą ich status jako aktualnej stolicy lub byłych miast stołecznych. Inną wersję z czterema basztami (trzema widocznymi) mają nad herbem Cospicua, Senglea, Qormi, Siġġiewi, Żabbar, Żebbuġ, Żejtun oraz Victoria, co pokazuje ich status miasta (city).
Herb Xgħajra zawiera heraldyczne przedstawienie Wieży Santa Maria delle Grazie, jednej z wież Wignacourta, aktualnie zburzonej. Dodatkowo, wieże De Redina mają na swych herbach Siły Zbrojne Malty (jak również ich skrzydło lotnicze), Malta Stock Exchange oraz miasto Pembroke. Herb Mtarfy przedstawia wyobrażenie koszar Mtarfa, odzwierciedlając rolę brytyjskiego wojska w powstaniu miasta.